# Кардан (музыкальный инструмент)

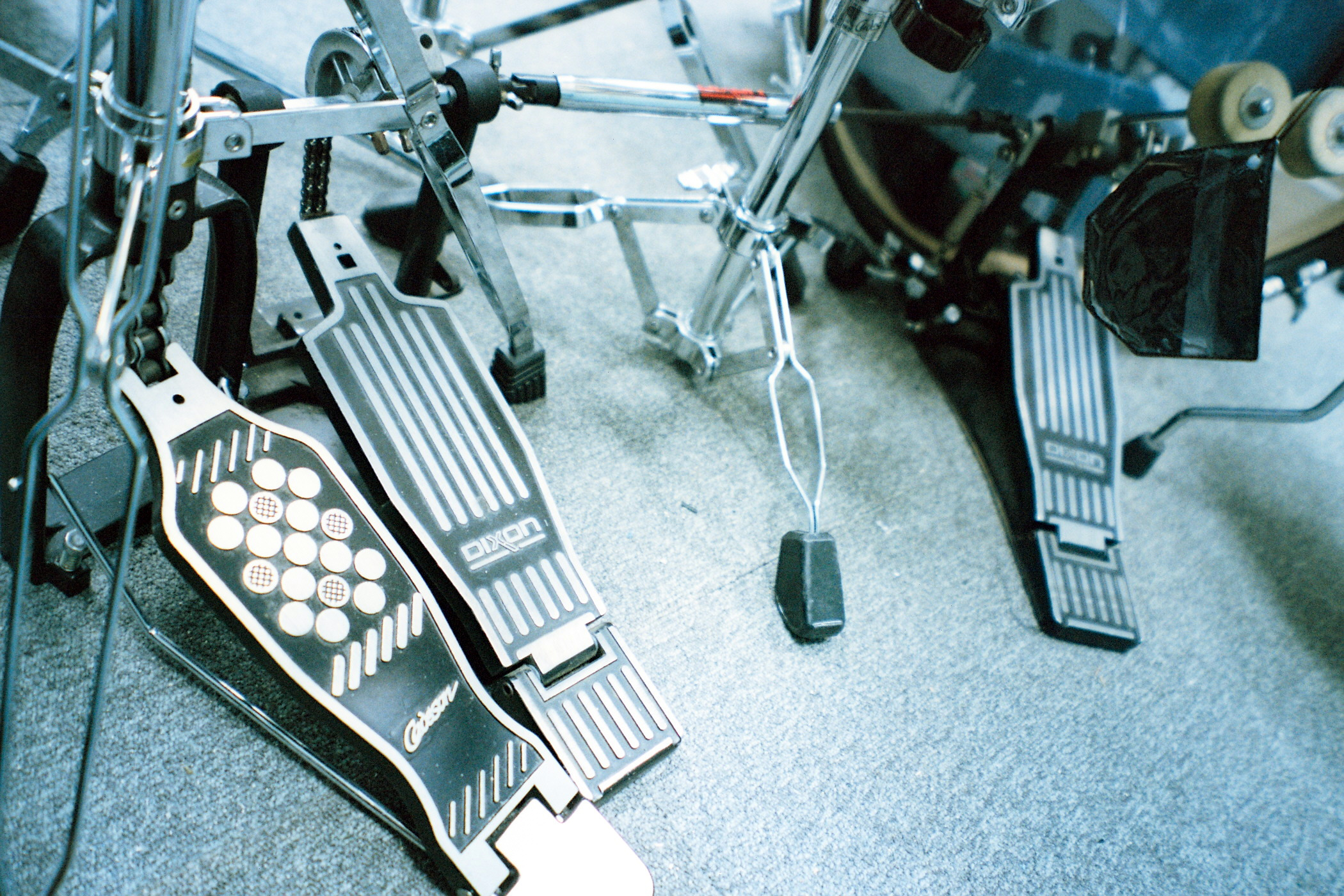
Двойная педаль Dixon, педаль хай-хета и стойка малого барабана

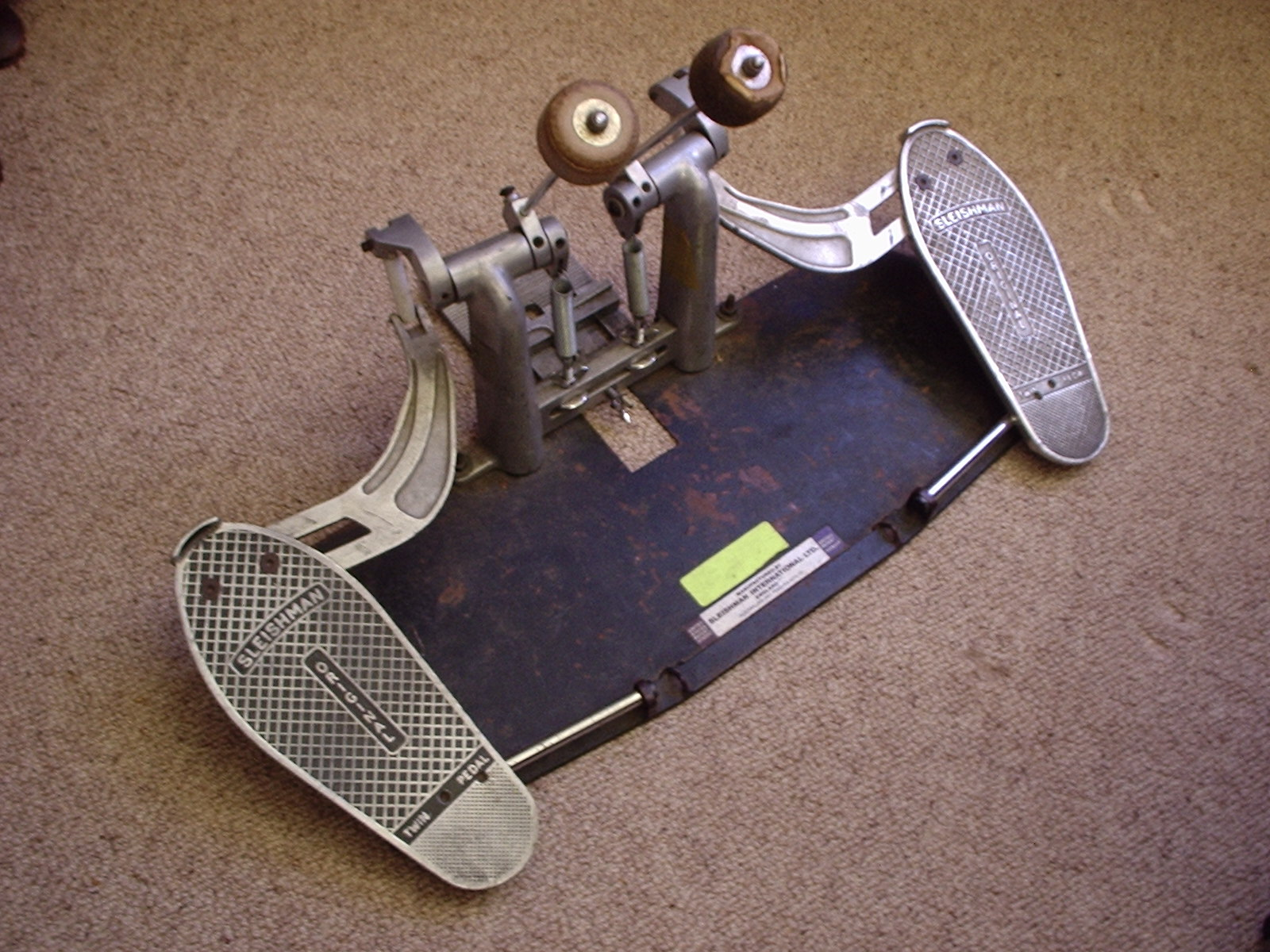
Двойная педаль Sleishman

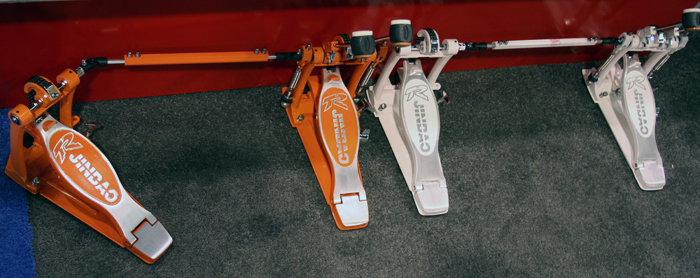
Двойные педали Jinbao

Кардан (двойная педаль, double pedal) — двойная педаль для бас-барабана (бас-бочки), элемент барабанной установки.

## История
В современной рок-музыке для ударов по бас-бочке часто используется кардан, который позволяет играть на бас-барабане обеими ногами, и бить по нему вдвое чаще, нежели при игре одной педалью. Был изобретен для экономичной замены двух бас-бочек.
Чаще всего применяется в разных подвидах метала. Игра при помощи кардана является основой такого явления как бласт-бит в направлениях экстремальной музыки блэк-метал, дэт-метал, дэткор и грайндкор.

## Механизм
Механизм кардана представляет собой две педали, скрепленные карданом, на конце которых находятся колотушки, ударяющие по пластику бас-бочки.
Наиболее распространенная конфигурация: «ведущая» правая педаль с двумя колотушками, и ведомая левая, соединенная валом. Для барабанщиков-левшей выпускаются зеркальные конфигурации, с колотушками слева. Также существуют симметричные конфигурации, в которых педали находятся на равном расстоянии от колотушек.
Существует одиночная педаль с двумя колотушками, позволяющая частично выполнять функции кардана — The Duallist. Также есть отдельная модель с тремя колотушками.